# مناورات الأسد المتأهب

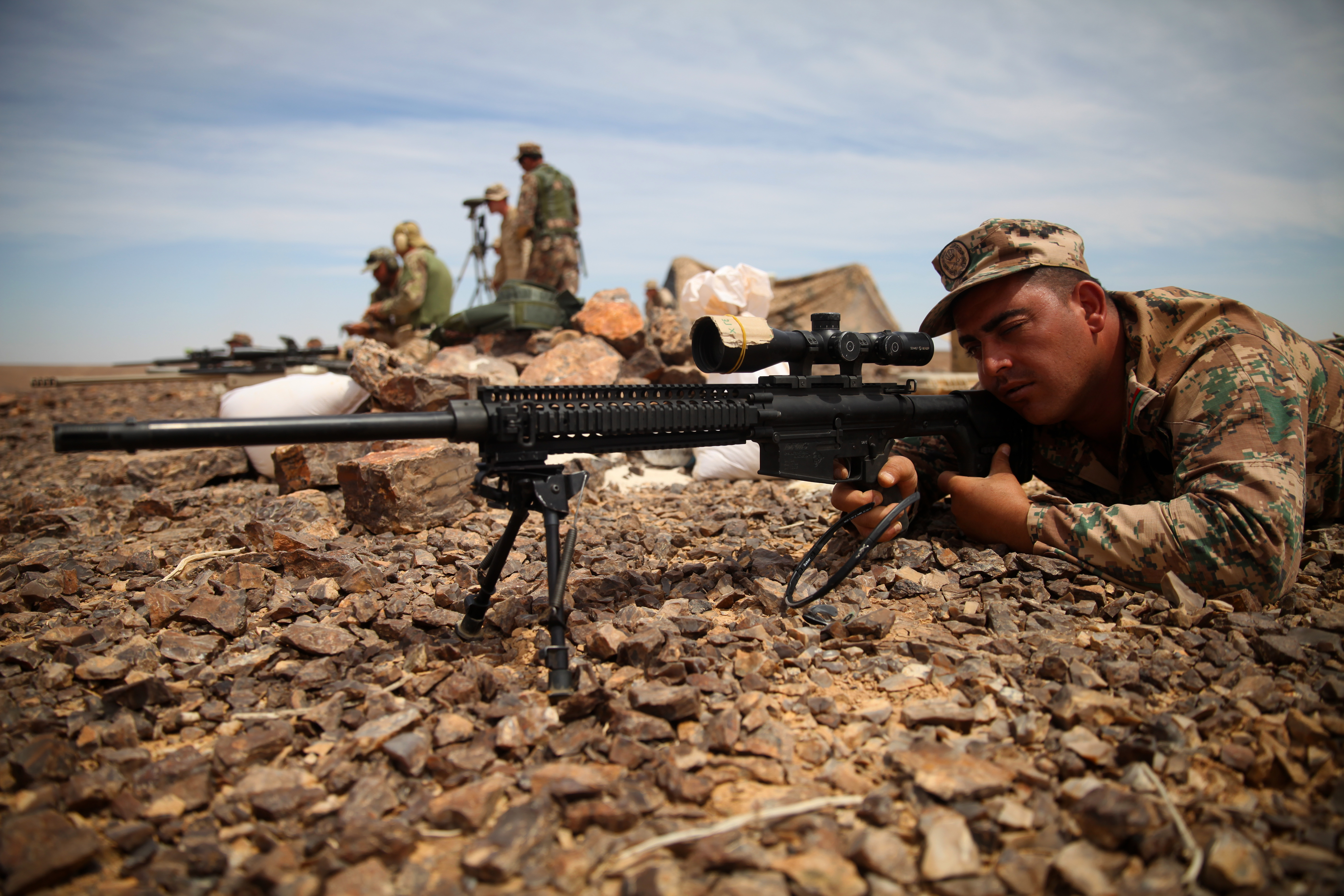
قناص يقوم بتمرين بالذخيرة الحية خلال تمرين الأسد المتأهب

الأسد المتأهب هي مناورة عسكرية متعددة الجنسيات مدتها أسبوعين تُعقد سنويًا في الأردن منذ عام 2010. وتنظمها وزارة الدفاع الأمريكية، وتدور هذه المناورات حول نشر القوات، والحرب الكيميائية، وأمن الحدود، والقيادة والسيطرة، والدفاع السيبراني، وإدارة ساحة المعركة. ووفقاً لأحد المصادر، تطورت هذه المناورة من المناورة الثنائية السنوية "ضوء القمر اللانهائي" بين الولايات المتحدة والأردن والتي يعود تاريخها إلى التسعينيات.
شاركت 18 دولة في التمرين عام 2015: الأردن، المملكة المتحدة، فرنسا، إيطاليا، باكستان، الولايات المتحدة، كندا، بلجيكا، بولندا، أستراليا، الكويت، البحرين، قطر، المملكة العربية السعودية، مصر، الإمارات العربية المتحدة، لبنان، العراق، واليمن. يعد تمرين الأسد المتأهب الآن أكبر مناورة عسكرية أمريكية في الشرق الأوسط، بعد أن تجاوز النجم الساطع.

## هدف المناورات
- تلبية المتطلبات العملياتية والتدريبية واللوجستية الخاصة بالقوات المشاركة، مع التركيز على العمليات المدنية العسكرية والدور الإنساني.
- التدريب على كيفية التعاون والتنسيق مع المؤسسات الحكومية وغير الحكومية والمنظمات الدولية.
- توطيد علاقات التعاون بين المشاركين في المناورات من خلال العمل المشترك للوحدات والقطاعات والمؤسسات المشاركة.[8]
- التركيز على الدروس المستفادة من الحروب الحديثة وطبيعة التهديدات غير التقليدية التي تواجه الأمن الدولي.[9]

## المناورات المنفذة

### الأسد المتأهب 2013
أقيمت فعاليات المناورة في الفترة من 9 إلى 21 يونيو 2013 بمشاركة 18 دولة، و15 الف مشارك بين عسكري ومراقب منهم 8 آلاف جندي من الولايات المتحدة الأمريكية. اشتملت المناورات على تدريبات برية وجوية وبحرية وكيفية التعامل مع هجمات كيميائية وكيفية التدخل لتأمين مواقع أسلحة كيميائية. واستخدم في المناورات مقاتلات إف 16 كما اختبر نشر بطاريات صواريخ باتريوت.
الأسد المتأهب 2024
أقيمت فعاليات مناورة "الأسد المتأهب 2024" في الفترة من 12 -23 مايو 2024م بمشاركة القوات المسلحة السعودية والأردنية إلى جانب قوات 31 دولة شقيقة وصديقة.

## المشاركون
- الأردن
- الولايات المتحدة
- المملكة المتحدة
- الإمارات العربية المتحدة
- أستراليا
- اليونان
- قبرص
- العراق
- السعودية
- قطر
- البحرين
- الكويت
- كندا
- بولندا
- فرنسا
- إيطاليا
- مصر
- باكستان